# Папесса Иоанна
Папе́сса Иоа́нна (лат. Ioanna Papissa, англ. Pope Joan) — легендарная личность, женщина, якобы занимавшая в течение двух с половиной лет папский престол под именем Иоанн VIII, между Львом IV (умер в 855) и Бенедиктом III (умер в 858) (в действительности папой в 855—858 годах был Бенедикт III). В принятом в настоящее время списке римских пап имя Иоанн VIII носил реальный папа, правивший несколько позже — в 872—882 годах.
Согласно легенде, приведённой Мартином Опавским в «Хронике пап и императоров» (1270-е гг.), а затем пересказанной Птолемеем из Лукки в «Новой истории церкви» (1317), Иоанна (Джоанна) была дочерью английского миссионера и родилась в Майнце или в Ингельхайме в день смерти Карла Великого, то есть в 814 году. В возрасте двенадцати лет она сошлась с монахом из монастыря в Фульде и отправилась с ним в паломничество на Афон, переодевшись в мужское платье. После продолжительных странствований, обучившись, в числе прочего, чтению и письму, она поселилась в Риме, где стала сначала нотариусом курии, затем кардиналом и, наконец, Папой Римским, но во время одной из процессий родила и после этого умерла, или была убита оскорблёнными в религиозных чувствах участниками процессии.
Сторонники легенды (например, Лео Таксиль) утверждают, что после этой истории каждый новоизбранный понтифик до Льва X проходил процедуру определения пола с помощью прорезного стула, известного как Sella (вариант: Sedes) Stercoraria (с лат. — «навозное кресло»); в процедуру будто бы входило выражение Mas nobis dominus est! (с лат. — «Наш господин — муж!»).
Достоверность рассказа о папе-женщине, повторявшегося с XIII века, впервые была оспорена в XV веке. Начиная с середины XVI века, мнение историков[кто?] склоняется к вымышленности этого рассказа. Считается, что легенда возникла, вероятно, в насмешку над порнократией — периодом господства женщин при дворе папы, начиная с Иоанна Х до Иоанна XII (919—963).
Подобное явление отмечено также при папе Александре VI Борджиа (1492—1503), который назначил[когда?] на пост главного казначея (бухгалтера-аудитора) курии свою любовницу Джулию Фарнезе, а её младший брат Алессандро Фарнезе, не имея духовного сана, в 1493 году, в возрасте 25 лет получил пост кардинал-казначея курии и одновременно епископа сразу трёх епархий. Кроме того, он занял впоследствии (через двух пап) папский престол под именем Павла III (1534—1549).

## Вариации легенды

### Первая версия: Жан де Майи
Первым известным по имени автором, записавшим около 1243 года легенду о папессе, был доминиканский хронист и агиограф Жан де Майи, который включил её в «Мецскую всемирную хронику». У него сюжет позаимствовал другой доминиканец, Этьен де Бурбон (1180—1261), включив в свой трактат «О семи дарах Св. Духа» (De septem donis Spiritus Sancti), носящий также название «О различных материях, похвалы достойных» (De diversis materiis praedicabilibus), а в 1270-х годах его переложил рифмованными средневерхненемецкими стихами хронист из Вены Янс дер Эникель.
По версии Майи, предполагаемая папесса взошла на престол в Риме в 1099 году и правила почти семь лет, при этом он произвольно передвигает на 1106 год вступление на престол папы Пасхалия II (1099—1118). Не указывая имя этой женщины, он сообщает, что она сумела стать «благодаря своему нраву и способностям секретарём курии, затем кардиналом и, наконец, папой. Однажды, когда она садилась на своего коня, она родила ребёнка. Немедленно в соответствии с римским правосудием её привязали за ноги к хвосту лошади, поволокли, а народ на протяжении половины лиги забрасывал её камнями. И где она испустила дух, там её и предали земле, и на этом месте написано: “Petre pater patrum papissae prodito partum“ (с лат. — «Пётр, отец отцов, поведай всем о родах папессы»). Тогда же был впервые установлен четырёхдневный пост, названный “постом папессы”».

### Вторая версия: Готфрид Буссерский
Миланский хронист Готфрид Буссерский, не сомневавшийся в реальности персонажа, помещал годы жизни папессы на три века раньше. Около 1271 года он записал в своей хронике:

В год от Р. Х. 784 был папа Иоанн женщиной, и был он тевтонцем, и вследствие этого установлено, что более никто из тевтонцев не может быть папой.

### Третья версия: Мартин Опавский
Другая версия, появившаяся под 1265 годом в третьей редакции «Хроники пап и императоров» Мартина Опавского (лат. Martinus Polonus), возможно, вставлена самим автором, а не позднейшим переписчиком. Посредством этой очень популярной работы легенда наиболее распространилась в следующей форме:
После Льва IV (847—855) святой престол 2,5 года занимал англичанин Иоанн из Майнца (нем. Johannes von Mainz, лат. Johannes Anglicus, natione Moguntinus). Он был, как утверждается, женщиной. Ещё в детстве эта женщина была привезена своим другом в Афины, в мужской одежде, и там показала такие успехи в учёбе, что никто не мог с нею сравниться. Она прибыла в Рим, стала преподавать там науки и этим привлекла внимание учёных людей. Она пользовалась величайшим уважением за прекрасное поведение и эрудицию и в конце концов была избрана в папы. Забеременев от одного из своих верных слуг, она родила дитя во время шествия от собора св. Петра к Латерану, где-то между Колизеем и базиликой св. Климента. Она умерла почти в тот же момент, и говорят — похоронена на том самом месте. Теперь папы избегают этой дороги в своих процессиях; многие думают, что это из-за отвращения.
Здесь впервые появляется имя «Иоанна», которое и сейчас приписывают папессе. Мартин Опавский жил при курии в качестве папского капеллана (chaplain) и пенитенциария (penitentiary, исповедника) (ум. 1278), потому его папская история была широко читаема, и легенда получила всеобщее признание. Одна из рукописей его хроники повествует о судьбе папессы иначе: после родов Иоанна была тотчас низложена и отбывала епитимью много лет. Её сын, как добавляется, стал епископом Остии и похоронил её после смерти.
Версия легенды, изложенная Мартином, была впоследствии дополнена рядом деталей. Так, германский историк церкви Дитрих из Нихайма в своём труде «Правление благоверных понтификов Римских» (1410) сообщал, что Иоанна посещала ту же школу, что и Блаженный Августин, а его современник Ян Гус утверждал, что до избрания на папский престол она носила имя Агнессы.

### Более поздние версии
Последующие хронисты дали папессе и девичье имя: одни зовут её Агнессой (Agnes), другие Гильбертой (Gilberta). Ещё более далёкие вариации находятся в работах разных хронистов, например, в позднейших редакциях книги XII века «Чудеса города Рима» («Mirabilia Urbis Romae»). Согласно последней версии, папессе было видение, где предлагалось выбрать либо временное бесчестие, либо вечную кару; она предпочла последнее и умерла при родах посреди улицы.
В начале XIV века вышеназванный Птолемей Луккский впервые присвоил папессе цифру, назвав «Иоанном VIII».
В то же время ранние рукописи хроники Мариана Скотта (XI в.), к примеру, не содержат под 854 годом известного фрагмента о папессе, добавленного не ранее XIII века позднейшими переписчиками, и в научном издании его всемирной хроники в Monumenta Germaniae Historica он отсутствует. То же относится к Liber Pontificalis, хроникам Сигеберта из Жамблу, Оттона Фрейзингенского и Готфрида Витербоского.

## Ранние оценки легенды

### Принятие
Уже в конце XIII столетия история папессы появилась в сборнике exempla, составленном доминиканцем Арнольдом Льежским, и на протяжении XIV—XV веков Иоанна считалась реальным историческим персонажем, чьё существование никто не подвергал сомнению. Она заняла место среди резных бюстов, стоявших в кафедральном соборе Сиены, и лишь по требованию Климента VIII была переделана в папу Захарию.
Ян Гус, защищая свою доктрину перед Констанцским собором, ссылался на папессу, и никто не предложил оспорить факт её существования:

Без главы и без руководителя была церковь, когда в течение двух лет и пяти месяцев папствовала женщина… Церковь должна быть безупречна и незапятнанна, но можно ли считать безупречным и незапятнанным папу Иоанна, оказавшегося женщиной, которая публично родила ребёнка?

Ни один из 22 кардиналов, 49 епископов и 272 богословов, присутствовавших на заседаниях Констанцского собора, не протестовал против этой ссылки, подтвердив своим молчанием существование этой легендарной личности, что, однако, доказательством служить не может. При этом папесса отсутствует в «Книге понтификов» и среди папских портретов в соборе св. Павла вне стен в Риме.
Около 1480 года папесса становится персонажем народного немецкого театра, выведенная на сцене под именем фрау Йетты.
Уже в XV веке некоторые учёные, такие как Энеа Сильвио Пикколомини и Бартоломео Платина, указывали на бездоказательность рассказа о папессе. С XVI века католические историки начали отрицать существование папессы: например, Онофрио Панвинио, Авентин, Иоганн, Бароний и другие.

### Протестантская оценка
Некоторые протестанты, например, историк Давид Блондель и Готфрид Лейбниц, тоже признавали, что папесса никогда не существовала. Многие протестанты, однако, использовали этот сюжет в своих атаках на папство. Даже в XIX веке, когда несостоятельность легенды была определена всеми серьёзными историками, некоторые из протестантов пытались, движимые антиримским настроением, доказать историчность папессы. Даже Карл Август Газе не смог удержаться от язвительного замечания по этому поводу.

## Вариации намогильной надписи
- «Petre pater patrum papissae prodito partum» — «Пётр, отец отцов! Да явится рождённое паписсой».
- Этьен де Бурбон приводит другой текст: «Parce, Pater Patrum, Papisse Prodere Partum» — «Помилуй, отец отцов, явление рождённого паписсой».
- Chronica Minor XIII века (точнее, поздняя вставка в неё), а также Flores Temporum (1290) и историк Дитрих (или Теодорик) Энгельхус (Theodoric Engelhusius; 1426) приводят третий вариант: «Papa, Pater Patrum, Papisse Pandito Partum» — «Папа, отец отцов, да откроется рождённое паписсой»[19].
- Известен ещё один вариант, происхождение которого неясно: «Papa Pater Patrum Peperit Papissa Papellum» — «Папа, отец отцов! Родила паписса папёнка».

## Доказательства мифичности
- Ни один современный ей исторический источник — среди всех историй папства — ничего о ней не знает; более того, нет ни единого упоминания о ней до середины XIII века. Нельзя представить, что появление «папессы», будь оно историческим фактом, оказалось упущенным из виду всеми источниками X—XIII веков[6].
- В современной истории папства нет периода, куда эта легендарная фигура могла бы поместиться.
  - Между Львом IV и Бенедиктом III, куда её помещает Мартин Поляк, она вставлена быть не может, поскольку Лев IV умер 17 июля 855 года, и сразу же после его смерти духовенством и римским народом был избран Бенедикт III; но из-за появления антипапы в лице снятого с должности кардинала Анастасия он не был рукоположён до 29 сентября[6]. Существуют монеты, изображающие Бенедикта III с императором Лотарём, который умер 28 сентября 855 года; следовательно, Бенедикт был признан в качестве папы до этой даты. 7 октября 855 года Бенедикт III написал грамоту (charter) Корвейскому аббатству (Сев. Германия). Гинкмар, архиепископ Реймса, известил Николая I, что посланник, которого он направлял ко Льву IV, узнал по дороге о смерти этого папы, и поэтому вручил свою петицию Бенедикту III, который и принял по ней решение[20]. Все эти свидетельства доказывают верность дат, указанных для Льва IV и Бенедикта III, — между ними не было интервала, так что не было и места для папессы[К 1].
  - Ещё менее вероятно, что папесса могла бы быть помещена в списке пап около 1100 года[источник не указан 3157 дней], между Виктором III (1087) и Урбаном II (1088—1099) или перед Пасхалием II (1099—1110), как предполагается в хронике Жана де Майи. В отличие от IX столетия, этот исторический период хорошо задокументирован[8].

Французский историк Жак Ле Гофф, полемизируя с бразильским медиевистом Иларио Франко Младшим, предложившим видеть в истории папессы «утопию андрогинности», считает, что в ней воплотилось скорее отрицание другого пола, чем его приятие, насаждение страха перед женщиной, способной проникнуть в церковную систему, защитники чистоты которой сформировали таким образом некий скандальный противообраз наместника Христа на земле.

## Происхождение легенды
Сюжет о Римской папессе, видимо, имеет более раннего двойника в Константинополе. Действительно, в письме к Михаилу Керуларию (1053) Лев IX говорит, что не может поверить тому, что слышал, а именно, что Константинопольская Церковь видела евнухов, а то и женщин, на епископском престоле.
Относительно происхождения всей легенды о папессе Иоанне предлагались разные гипотезы.
- Беллармин (De Romano Pontifice, III, 24) думает, что рассказ попал в Рим из Константинополя.
- Бароний (Annales ad a. 879, n. 5) предполагает, что сильно порицаемые женственные слабости папы Иоанна VIII (872—882) в отношениях с греками могли вырасти в эту легенду. Май (Mai) показал (Nova Collectio Patr., I, Proleg., XLVII), что Фотий Константинопольский (De Spir. Sanct. Myst., lxxxix) трижды многозначительно называет этого папу не то «мужественным», не то «мужеподобным» («the Manly»), как будто снимая с него клеймо женственности.
- Другие историки указывают на деградацию папства в X веке, когда многие папы носили имя Иоанн; потому такое имя, чувствуется, вполне подходит легендарной папессе. Так, Авентин видит в рассказе сатиру на Иоанна IX; Блондель — сатиру на Иоанна XI, Панвинио (notae ad Platinam, De vitis Rom. Pont.) примеряет рассказ к Иоанну XII, тогда как Леандр (Leander) (Kirkengesch., II, 200) понимает его как оценку пагубного влияния женщин на папство в X в. вообще.
- Прочие исследователи пытаются найти в различных происшествиях и сообщениях более определённую основу для происхождения легенды. Лев Аллатий (Leo Allatius) (Diss. Fab. de Joanna Papissa) связывает её с лжепророчицей Феотой (Theota), осуждённой на Синоде в Майнце (847); Лейбниц вспоминает историю о том, как Johannes Anglicus, якобы епископ, прибыл в Рим и там был признан женщиной. Легенду также связывали с лжеисидоровыми декреталиями, например, Karl Blascus («Diatribe de Joanna Papissa», Naples, 1779) и Gfrörer (Kirchengesch., III, 978).
- Объяснение Игнаца фон Дёллингера встречено гораздо большим одобрением («Papstfabeln», Munich, 1863, 7—45). Он расценивает сюжет о папессе Иоанне как пережиток некоторых римских народных сказок, оригинально связавшийся с определёнными древними памятниками и своеобразными обычаями. Древняя статуя, откопанная в правление Сикста V на улице возле Колизея, — фигура с ребёнком — была всенародно принята за изображение папессы. На той же улице был откопан памятник с надписью, оканчивающейся известной формулой «P.P.P.» (proprie pecunia posuit, «свои деньги положил») и с именем в начале, читающимся как: Pap. (Papirius?) pater patrum. Это легко могло породить надпись, указанную Жаном де Майи. Также было замечено, что папа не ходит по этой улице во время торжественного шествия (возможно, по причине её небольшой ширины). Далее обратили внимание, что при формальной инаугурации перед Латеранским собором новоизбранный папа уселся на мраморное кресло с дырой посередине. Это кресло представляло собой древнее сиденье от туалета (bath-stool), каких было много в Риме; иногда оно использовалось папой для отдыха. Но простонародное воображение увидело в этом знак, что таким образом будто бы проверяют пол папы, в целях впредь предотвратить попадание женщины на престол св. Петра.
- Бертран Рассел в «Истории западной философии» указывает на то, что в основу легенды легла история Марозии, дочери римского сенатора Теофилакта, из рода графов Тускулума, являвшихся в начале X века наиболее влиятельными римлянами, в роде которых титул папы стал почти наследственным. Марозия сменила нескольких мужей подряд и неведомое количество любовников. Одного из любовников она сделала папой под именем Сергия III (904—911). Сын её от этой связи был папой Иоанном XI (931—936); внуком её был Иоанн XII (955—964), который стал папой в 18-летнем возрасте и своей беспутной жизнью и оргиями, местом которых стал вскоре Латеранский дворец, окончательно подорвал авторитет папства.

## Сюжет о папессе Иоанне в произведениях литературы
Сюжет о папессе Иоанне был неоднократно разработан в мировой литературе. Уже Джованни Бокаччо включил её биографию в свой сборник «О знаменитых женщинах» (лат. De mulieribus claris, 1361), позаимствовав подробности у Птолемея Луккского. В России история папессы привлекла внимание А. С. Пушкина, который предположительно в 1835 году написал наброски сюжета к пьесе «Папесса Иоанна» в трёх действиях. Эти наброски были на французском языке.
В качестве основного мотива поэт подчёркивал «страсть к знаниям» (la passion du savoir), в результате которой Иоанна, дочь простого ремесленника, убегает из дома учиться в университете, защищает диссертацию и становится доктором. Впоследствии она становится настоятелем монастыря, где вводит строгий устав, вызывающий жалобы монахов; затем она попадает в Рим и становится кардиналом, но, когда после смерти папы её избирают на папский престол, она начинает скучать. В третьем действии появляется испанский посланник, её старый товарищ по учёбе, который грозит ей разоблачением; она становится его любовницей и умирает во время родов, согласно традиционной легенде. Таким образом, предполагавшееся произведение примыкало к серии драматических замыслов Пушкина середины 1830-х годов, рисующих человека низкого происхождения, который пробивает себе дорогу в феодальном обществе.
В начало жизненного пути будущей папессы Пушкин включил диалог с «демоном знания»; завершив план, он сделал такую заметку (по-французски): «Если это драма, она слишком будет напоминать „Фауста“ — лучше сделать из этого поэму в стиле „Кристабель“ или же в октавах». Не исключено, что Пушкин разочаровался в своём замысле или счёл, что этот текст не может рассчитывать на публикацию по цензурным причинам; возможно, однако, что он просто не успел его осуществить до своей смерти.
- В XIX веке каноник Игнаций фон Долингер в сборнике Die Papstfabeln des Mittelalters («Папские побасёнки Средних веков») в центр своей книги помещает историю папессы Иоанны[22].
- Вольтер в своём «Опыте о нравах», рассматривая обстоятельства убийства в 882 году папы Иоанна, пишет: «Это не более правдоподобно, чем история папессы Иоанны»[13].
- Стендаль в своих «Прогулках по Риму» (1830) описывает встречу с итальянским прелатом, сурово раскритиковавшим Вольтера за то, что «тот позволил себе насчет папессы Иоанны множество нечестивостей»[25].
- Немецкий романтик Ахим фон Арним написал книгу о судьбе Иоанны (Die Päpstin Johanna, 1846).
- Роман классика греческой литературы Эммануила Роидиса «Папесса Иоанна» (1866, рус. пер. 1991) возродил в Европе интерес к этой легендарной личности.
- Роман Донны Вулфолк Кросс «Папесса Иоанна» (1996) / Donna Woolfolk Cross. Pope Joan. — Ballantine Books. — ISBN 0-345-41626-0. Стал основой для кинофильма «Иоанна — женщина на папском престоле».

## Экранизации
- «Папесса Иоанна»[англ.] — британский фильм 1972 года с Лив Ульман в главной роли. Режиссёр фильма — Майкл Андерсон.
- «Иоанна — женщина на папском престоле» — британо-германский фильм 2009 года по мотивам одноимённой книги Донны Вулфолк Кросс. Режиссёр фильма — Зёнке Вортман.

## Комментарии
1. ↑  Если только её пребывание на престоле не было сверхкоротким, как, например, у Сизинния или у Иоанна Павла I.
2. ↑  «Кристабель» — поэма С. Кольриджа.